# Buzás Bálint
Buzás Bálint (Etyek, 1968 – ?, 2020. december 28.) magyar zenész, karnagy, zenetanár.

## Élete
1968-ban született Etyeken. Szülőfalujában kezdett zenét tanulni, majd 11 éves korában, 1979-ben alapító tagja lett a helyi fúvószenekarnak. 1983-tól a budapesti Bartók Béla Zeneművészeti Szakközépiskolán folytatta tanulmányait, onnan 1987-ben kitűnő eredménnyel felvételizett a Liszt Ferenc Zeneművészeti Főiskolára. Első diplomáját 1990-ben szerezte tubatanárként, majd 1995-ben a fúvóskarnagyi szakon karnagyi diplomát is szerzett. Előbbi végzettségei mellé 2000–2002 között az Eszterházy Károly Főiskolán megszerezte a tanügyigazgatási szakértői szakképesítést is.
Dirigensként első együttese a Biatorbágyi Ifjúsági Fúvószenekar volt, melynek 1987-tól 1993-ig volt a karnagya. Zenetanárként az ugyancsak biatorbágyi Pászti Miklós Zeneiskolában kezdett dolgozni, ahol később igazgatóhelyettesi kinevezést is kapott, s e minőségében sokat tett a helyi fúvószenei élet gazdagításáért. A 2010-es években több tanéven keresztül Solymár általános iskolájában is dolgozott fúvóstanárként, illetve igazgatóhelyettesként. Egész életében elkötelezett művelője és egyben támogatója volt a fúvószenei, és ezen belül is a magyarországi német nemzetiségi hagyományok megismertetésének.
Biatorbágyon kívül több más településen is elvállalta a helyi fúvószenekar irányítását, vezetése alatt ezek számos ízben értek el kiemelkedő eredményeket. 1992-tól 1996-ig az Etyeki Nemzetiségi Fúvószenekart vezette, közben bekapcsolódott a Pilisvörösvári Nemzetiségi Fúvószenekar működésébe is, melynek élén 1995 és 2018 között tevékenykedett. 1998-tól a solymári Schaumarer Musikanten vezetői feladatait is ellátta, ugyancsak egészen 2018 végéig, amikor súlyos betegsége miatt fel kellett hagynia a karnagyi munkáját.
Életének 52. esztendejében hunyt el, hosszan tartó betegség után, 2020. december 28-án.

## Magánélete
1994 szeptemberében kötött házasságot, majd Biatorbágyra költözött, s ott élt feleségével és  két közös fiúgyermekükkel.

## Elismerései
- Pilisvörösvárért emlékérem (2019), a Pilisvörösvári Német Nemzetiségi Fúvószenekar karnagyaként végzett több mint két évtizedes, szakmailag magas színvonalú, lelkiismeretes és odaadó munkájának elismeréseképpen.[1]

## Emlékezete
- 2022. január 16-án emlékkoncertet szervezett az emlékére Biatorbágyon az egykori helyi zenekara, négy (helyi, etyeki, pilisvörösvári és solymári) meghívott fúvósegyüttes közreműködésével.[2]
- 2022. március 19-én, a solymári együttese szervezésében emlékestet tartottak ennek a településnek kultúrházában és iskolájában is, négy környékbeli (etyeki és biatorbágyi), valamint egy felvidéki (révkomáromi) meghívott zenekar részvételével. A rendezvény részeként a Hunyadi Mátyás Német Nemzetiségi Általános Iskolában róla nevezték el a művészeti tagozat által is használt tantermek egyikét és annak bejárati ajtaja fölött márványtáblát is avattak az egykori karnagy emlékére.[3]